# Asier Maeztu Billabeitia
Asier Maeztu Billabeitia (Sant Sebastià, País Basc, 14 d'octubre de 1977) és un ciclista basc, ja retirat, guanyador d'una medalla olímpica.
Especialista en ciclisme en pista i especialment en la cursa de persecució, als 26 anys va participar en els Jocs Olímpics d'Estiu de 2004 realitzats a Atenes (Grècia), on va aconseguir guanyar la medalla de bronze en la prova de persecució per equips al costat de Sergi Escobar, Carlos Castaño i Carlos Torrent. En els Jocs Olímpics d'Estiu de 2008 realitzats a Pequín (República Popular de la Xina) participà en la mateixa prova, on finalitzà setè i aconseguí així un diploma olímpic.
Al llarg de la seva carrera també ha guanyat una medalla en el Campionat del Món de ciclisme en pista.

## Palmarès
- 2001
  -  Campió d'Espanya de Madison (amb Aitor Alonso)
- 2004
  -  Medalla de bronze als Jocs Olímpics d'Atenes en persecució per equips amb Carlos Castaño, Sergi Escobar Roure i Carles Torrent
  -  Medalla de bronze al Campionat del món de persecució per equips amb Carlos Castaño, Sergi Escobar Roure i Carles Torrent
- 2005
  -  Campió d'Espanya de Madison (amb Mikel Gaztañaga)
  -  Campió d'Espanya en Persecució per equips (amb Aitor Alonso, Unai Elorriaga i Mikel Gaztañaga)
- 2008
  - Vencedor d'una etapa a la Volta a Chiapas
- 2009
  -  Campió d'Espanya de Madison (amb Unai Elorriaga)